# 養寿院
養寿院（ようじゅいん）は、埼玉県川越市元町二丁目にある曹洞宗の寺院である。山号は青龍山。

## 歴史
寛元（1244年）、河越氏の当主・河越経重が開基となり、大阿闍梨円慶法師が開いた寺。密教の古道場であったが、天文4年（1535年）に天台宗から曹洞宗に改められた。徳川家康の関東入国の際に、家康から御朱印十石を賜った。家康は鷹狩りで立ち寄っている。
本堂には河越氏が京都東山新日吉山王社に寄進した文応元年（1260年）銘の銅鐘（国の重要文化財（工芸品））が保存されている。鐘には「武蔵国河肥庄新日吉山王宮」と「河肥」の文字があり、歴史的に貴重なものである。 
墓地内には河越太郎重頼の墓があり、寺には岩手県の妙好山雲際寺にある源義経と重頼の娘である正室郷御前の位牌の写しが安置されている。また江戸時代に河越藩主・秋元喬知に仕えた名家老・岩田彦助の墓もある。

## 画像

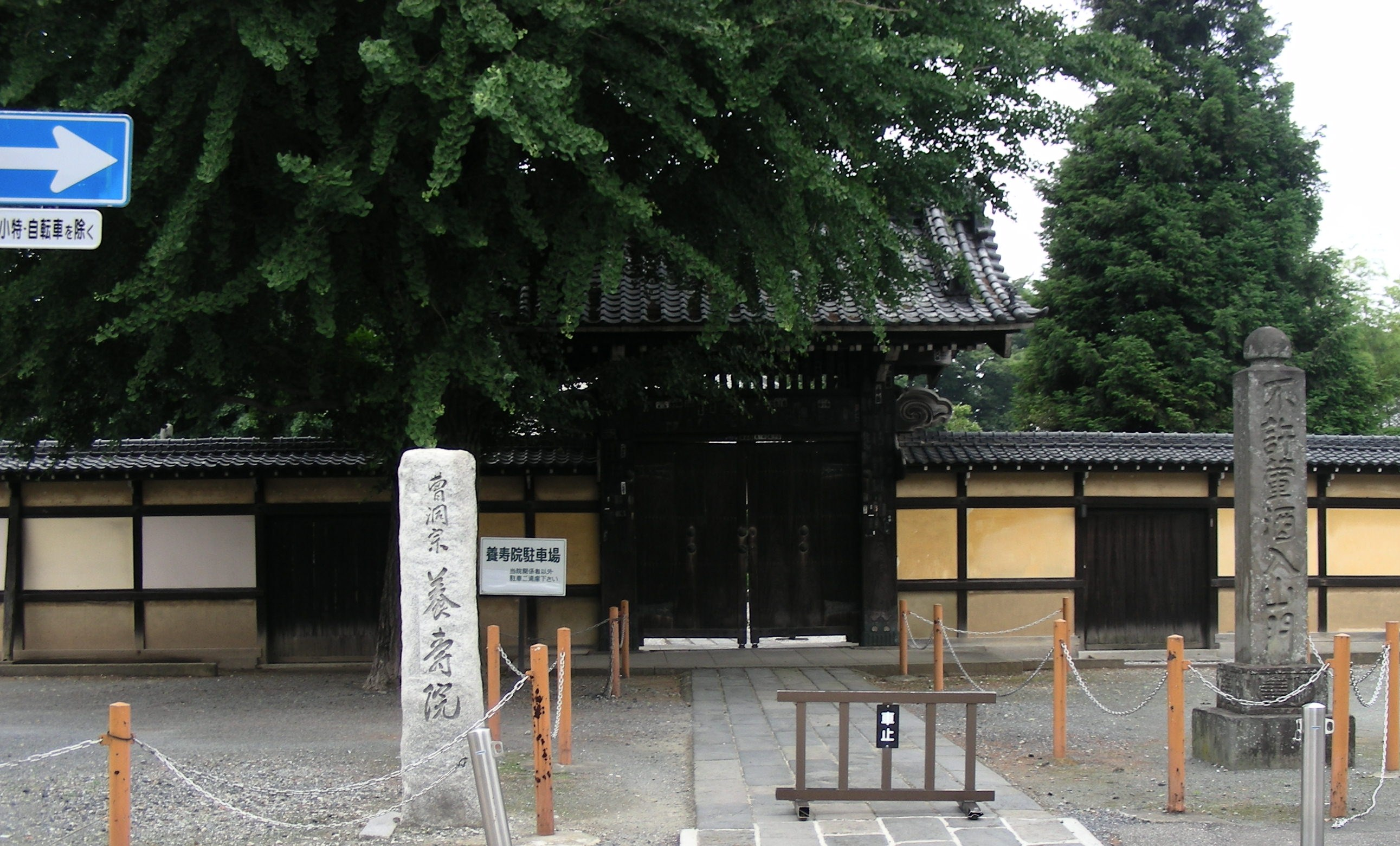
養寿院門
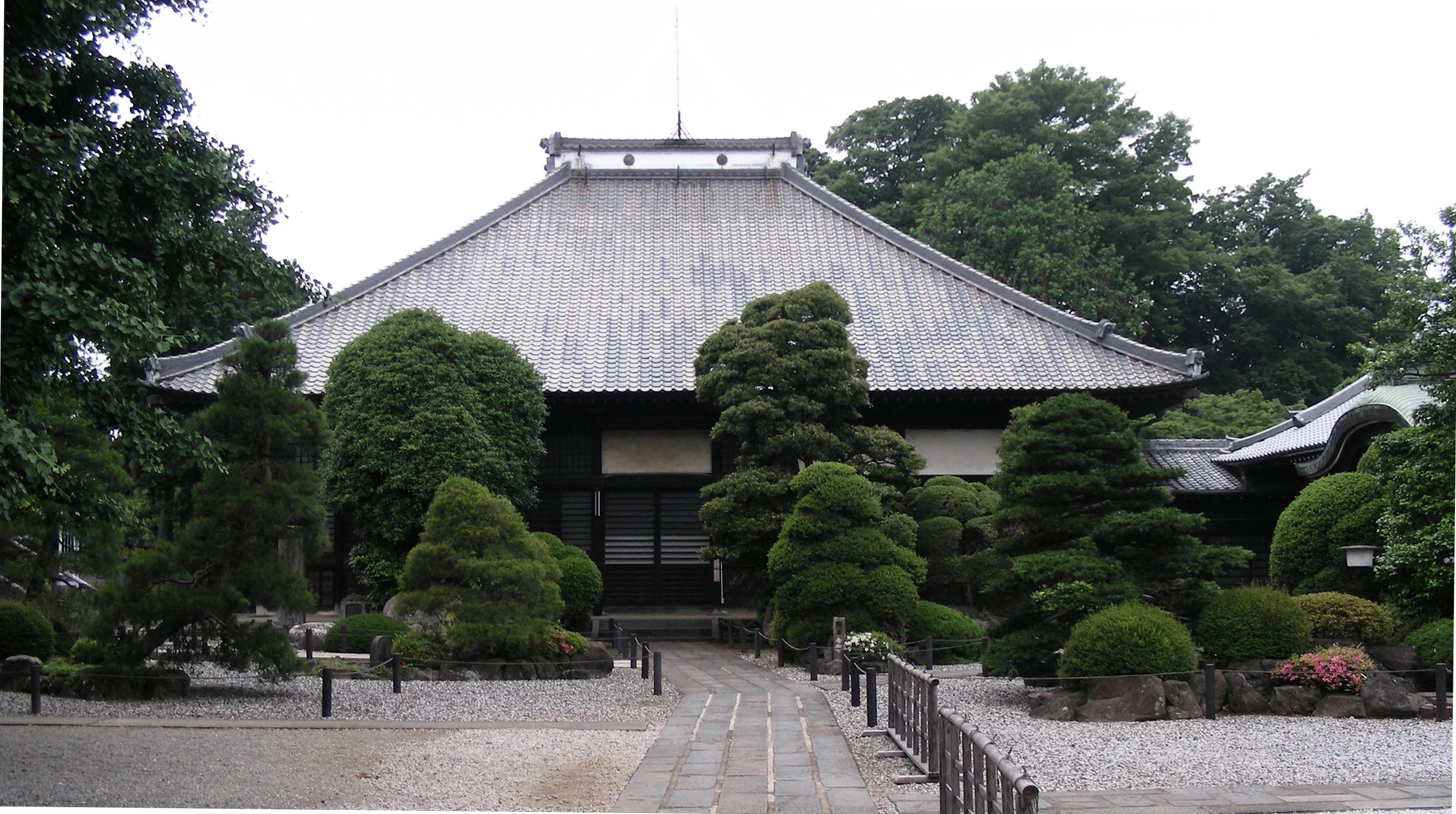
養寿院
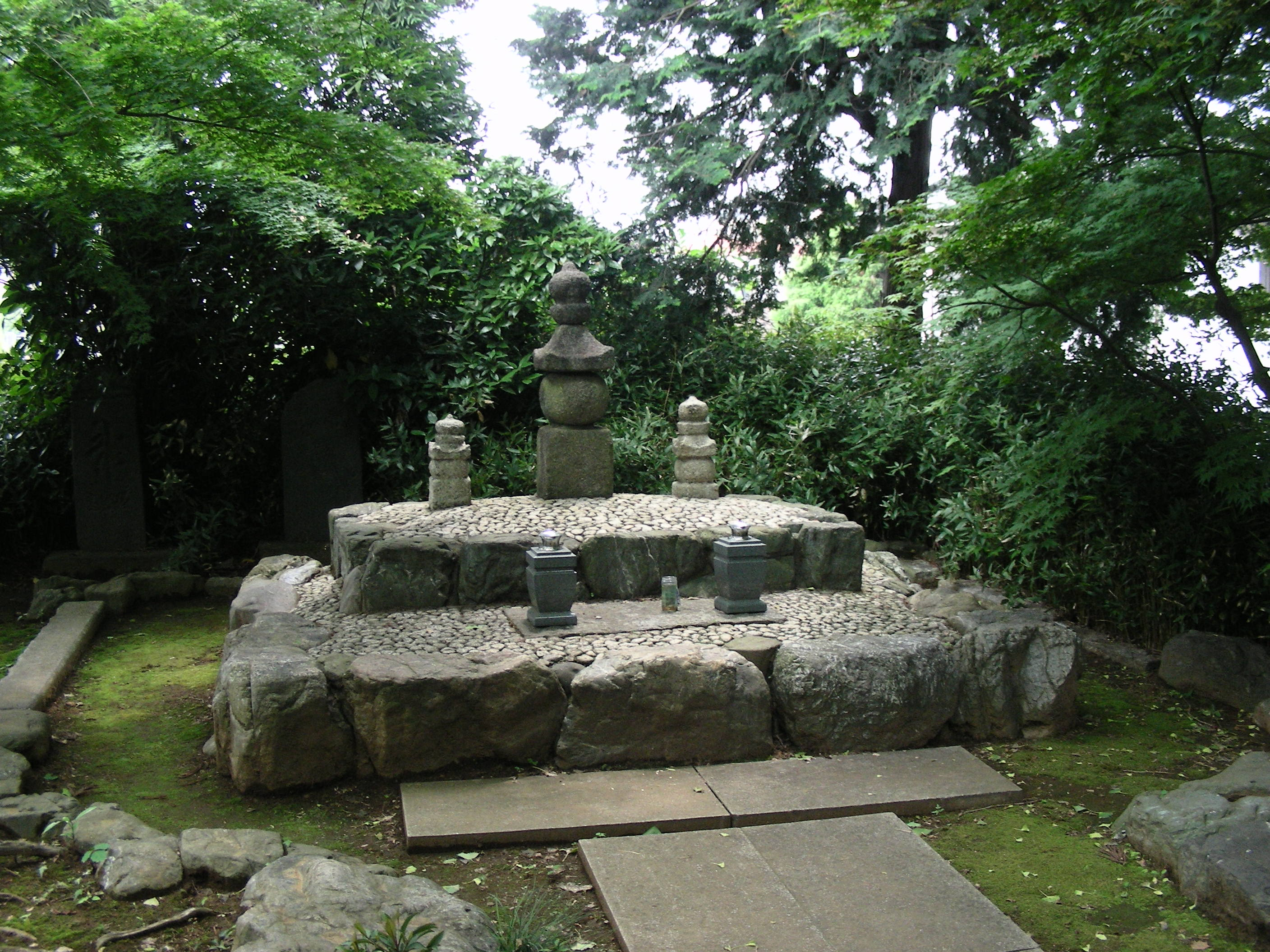
河越重頼墓